# FK Shakhrikhon
El FK Shakhrikhon (en uzbeko: Shakhrikhan futbol klubi) es un equipo de fútbol de Uzbekistán que juega en la Segunda Liga de Uzbekistán, la tercera división de fútbol en el país.

## Historia
Fue fundado en el año 1967 en la ciudad de Sharikhan con el nombre OK Oltyn y han cambiado de nombre en varias ocasiones:
- 1967-1970 - "OK Oltyn"
- 1977-1988 - "Shakhrikhanets"
- 1991-1992 - "Shakhrikhonchi"
- 1993-2007 - "Shakhrikhon"
- 2008-2008 - "OK Oktyn"
- 2009-2010 - "Rush Milk"
- Desde 2011 - "Shakhrikhon"

Durante el periodo soviético el club fue subcampeón de la Liga Soviética de Uzbekistán en 1968 y en esa misma temporada llegó a las semifinales de la Copa Soviética de Uzbekistán, permaneciendo en la Liga Soviética de Uzbekistán hasta la disolución de la Unión Soviética en 1991.
Tras la independencia de Uzbekistán fue uno de los equipos fundadores de la Liga de fútbol de Uzbekistán en 1992, pero también fue uno de los primeros equipos que descendieron de la liga al terminar en el lugar 15 entre 17 equipos.

## Jugadores

### Jugadores destacados
- Oleg Burov
- Valeriy Kirillov